# Łzawnik zielonawy
Łzawnik zielonawy (Cerinomyces tortus (Willd.) Miettinen, J.C. Zamora & A. Savchenko) – gatunek grzybów z rodziny łzawnikowatych (Dacrymycetaceae).

## Systematyka i nazewnictwo
Pozycja w klasyfikacji według Index Fungorum: Cerinomyces, Cerinomycetaceae, Dacrymycetales, Incertae sedis, Dacrymycetes, Agaricomycotina, Basidiomycota, Fungi.
Po raz pierwszy opisał go w 1788 r. Carl Ludwig von Willdenow nadając mu nazwę Tremella torta. Obecną nazwę nadali mu w 2021 r. Otto Miettinen, J.C. Zamora i A. Savchenko.
Synonimy:
- Dacrymyces tortus (Willd.) Fr. 1828
- Tremella torta Berk. 1860
- Tremella torta Willd. 1788[2].

Polską nazwę zarekomendował w 2003 r. Władysław Wojewoda dla synonimu Dacrymyces tortus. Jest niespójna z aktualną nazwą naukową.

## Morfologia
Owocniki
Brodawkowate lub poduszeczkowate, przylegające do podłoża, o średnicy 0,2–1 mm i grubości 0,5 (1) mm, zwykle tworzące skupiska, izolowane lub czasami zlewające się w nieregularne płaty. Konsystencja gęsta, galaretowata, powierzchnia w stanie świeżym matowożółta, oliwkowa lub zielonkawa, w stanie suchym mocno siateczkowana, ochrowa do ciemnobrązowej.
Cechy mikroskopowe
System strzępkowy monomityczny; wszystkie strzępki w subhymenium i kontekście o średnicy 1,5–3 μm z przegrodami właściwymi, cienkościenne, gładkie, szkliste. Strzępki w hypotecjum o średnicy do 5 μm, nieregularne i grubościenne, szkliste. Brak cystyd. Podstawki wąsko maczugowate, 30–50 × 4–6 μm, ze sprzążką bazalną, o długości do 25 (30) μm i 1,5–3 μm średnicy, rozgałęzione na wierzchołku na dwie sterygmy. Bazydiospory w widoku z przodu wąsko elipsoidalne, ze spłaszczonym wierzchołkiem. W widoku z boku lekko wygięte, (10) 11–15 (16)×4–5,5 (5,8) μm (od odcisk zarodników), cienkościenne, szkliste, z 0–3 cienkimi przegrodami. 2 lub 3 przegrody występują tylko w dojrzałych zarodnikach.
Gatunki podobne
Łzawnik drobnozarodnkowy (Dacrymyces microsporus) nie ma sprzążek, a jego zarodniki są nieco mniejsze. Dacrymyces adpressus ma zarodniki z 1-3 przegrodami w stanie dojrzałym i nieco większymi zarodniki. Dacrymyces corticioides ma również większe zarodniki, 13-16,5-(18) x 4-6-(7) μm, z 1-3 przegrodami w stanie dojrzałym i czasami silnie zakrzywione.

## Występowanie
Znane jest występowanie Dacrymyces lacrymalis w Ameryce Północnej, Europie, Azji i na Nowej Zelandii. Najwięcej stanowisk podano w Europie. Występuje tu od Morza Śródziemnego po północne krańce Półwyspu Skandynawskiego. W 2003 r. W. Wojewody przytoczył 3 stanowiska w Polsce. Bardziej aktualne stanowiska podaje internetowy atlas grzybów. Zaliczony w nim jest do gatunków zagrożonych i wartych objęcia ochroną. Gatunek znajduje się na Czerwonej liście roślin i grzybów Polski. Ma status E– gatunek wymierający, którego przeżycie jest mało prawdopodobne, jeśli nadal będą działać czynniki zagrożenia.
Grzyb nadrzewny, saprotrof występujący w lasach iglastych i mieszanych na martwym drewnie drzew iglastych, rzadziej liściastych. W Polsce notowany na drewnie sosny zwyczajnej (Pinus sylvestris) i świerka pospolitego (Picea abies).